# Josef Podpěra
Josef Podpěra (7 de novembre de 1878, Jílové u Prahy – 18 de gener de 1954, Brno) va ser en el seu temps un reconegut botànic txecoslovac, i durant la major part de la seva activitat activa va ser professor universitari a la universitat Masaryk de Brno.
Després de completar els seus estudis al liceu de Praga i Mladá Boleslav, va començar els seus estudis a la Facultat de Filosofia de la Universitat Carolina de Praga el 1897. El 1903 va ser nomenat Doctor en Filosofia (PhDr.). Després va ensenyar als gymnasiums de Nový Bydžov, Olomouc i Brno. El 1909 va ser nomenat conservador del Museu Moràvia de la Terra i tres anys més tard es va convertir en el director del seu departament botànic.
Al començament de la Primera Guerra Mundial, va ser reclutat com a oficial en l'exèrcit austrohongarès i el 1915 va caure en captivitat rus. En dos anys es va unir a les legions txecoslovaques i va tornar a la seva terra natal només en 1920. A la recentment fundada Universitat Masaryk de Brno el 1921 es va convertir en professor de botànica general i sistemàtica en la facultat de ciències, on va començar amb la construcció de l'institut de botànica, el jardí botànic i herbari. El professor Podpěra va ocupar diversos càrrecs com a director del seu institut botànic, de 1925 a 1926 i de 1934 a 1935 va ser degà de la facultat de ciències i de 1937 a 1938 va ser fins i tot rector. Gràcies a això, es va crear un gran jardí botànic a la Universitat, una de les biblioteques botàniques més importants de la República Txeca i es va desenvolupar un gran herbari que actualment compta amb més de 600.000 articles.
A més de les seves funcions universitàries, ha complert les tasques que han resultat de les seves obligacions voluntàries en moltes societats científiques. Va ser membre per molt temps de l'Acadèmia Txeca de Ciències i Arts, la Reial Societat Txeca de Ciències i el Consell Nacional d'Investigació de Txecoslovàquia, tots els quals, després de 1952, van passar a l'Acadèmia de Ciències de Txecoslovàquia. També va ser vicepresident de la Societat Botànica Txecoslovaca durant molts anys des de 1936. També va participar en els clubs i empreses de ciències i museus de moltes ciutats txeques, on sovint va ser president. També va ser membre de les societats botàniques a Bulgària, Finlàndia, Polònia i la Unió Soviètica.
El seu treball abasta 200 obres originals, a la base de dades de noms de plantes IPNI, la seva abreviatura estàndard "Podp". Es mostra en 131 registres. Els seus treballs més valuosos inclouen la inacabada Květina Moravia, Bryum generis monographiae prodronus i Conspectus muscorum europaeorum. S'han descrit diverses espècies noves, per exemple, Carex otrubae, Jurinea velenovskyi, Thymus latifrons, Verbascum adrianopolitanum, etc. També s'han nomenat alguns tàxons, com Astragalus podperae, Elytrigia podperae, Euphorbia podperae, Myosotis podperae, Thinopyrum podperae, Trigonela podperae, etc.
El novembre de 1953, poc després del seu 75 aniversari, va obtenir el grau de Doctor en Ciències (Dr.Sc.) i va ser elegit acadèmic de CSA. Poc després, el 18 de gener de 1954, Josef Podpěra va morir a Brno.